# Erillcastell

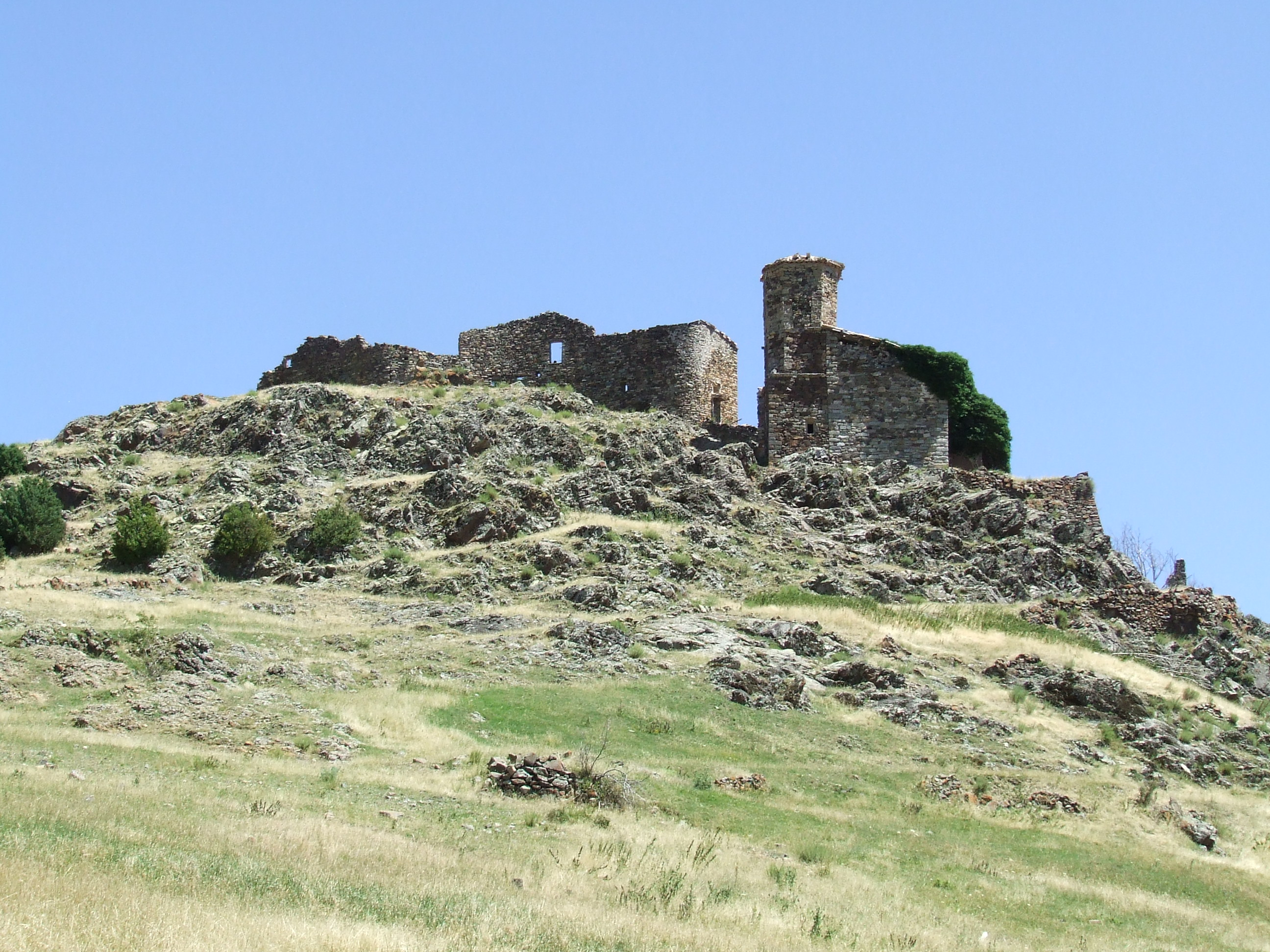
El castell, a l'esquerra, i l'església, a la dreta

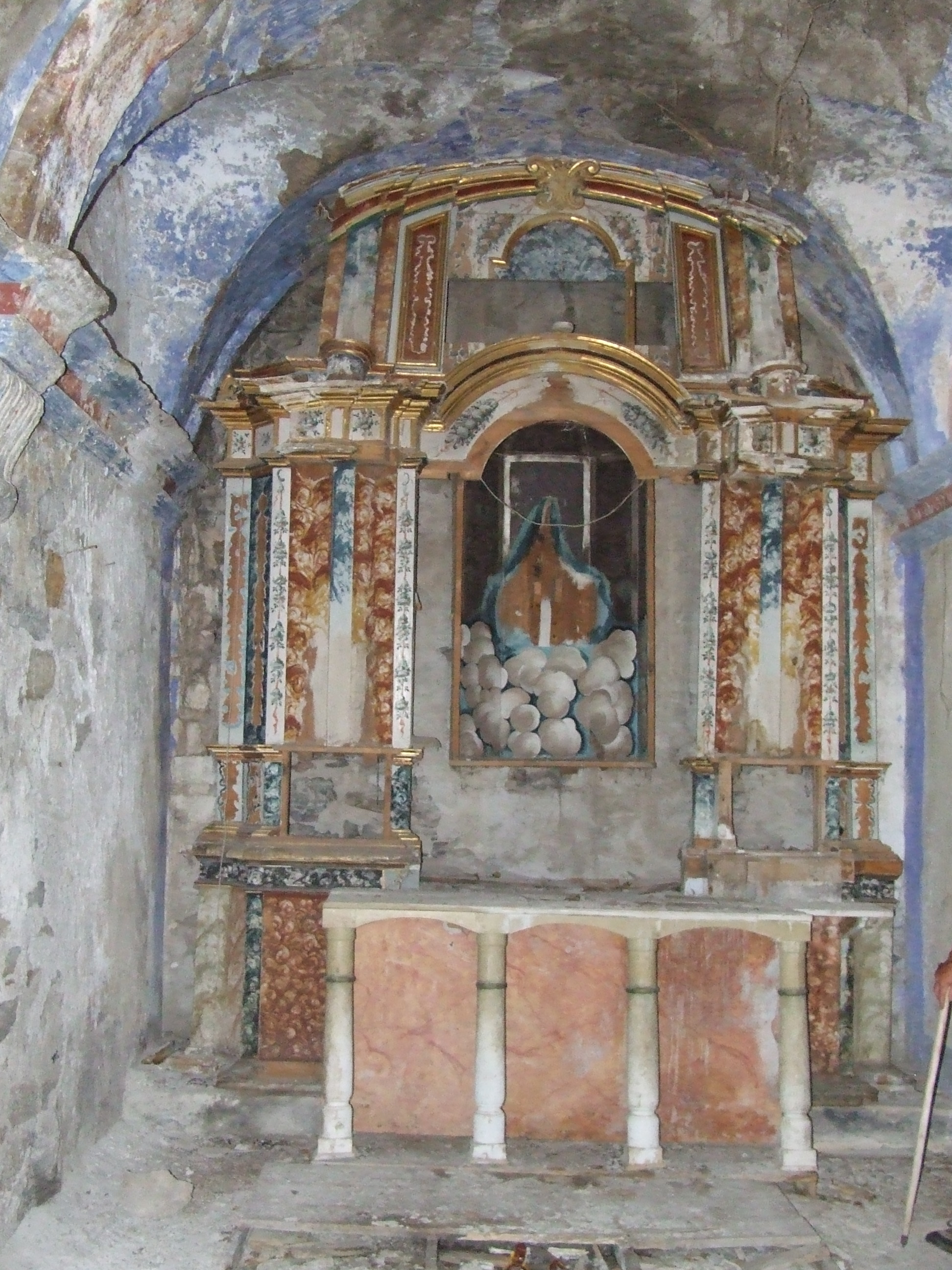
Interior de l'església de Santa Maria d'Erillcastell

Erillcastell és un poble de la comarca de l'Alta Ribagorça. Actualment està del tot deshabitat, i pertany al terme municipal del Pont de Suert. Antigament pertanyia al terme municipal de Malpàs.
Des de sempre, Erillcastell ha tingut un accés difícil, que s'ha agreujat en quedar deshabitat. A peu, cal fer un llarg camí des de Malpàs, Gotarta o Igüerri (des de Gotarta o Igüerri, travessant per Esperan: vid. vall d'Esperan), pujant, segons el cas, cap al nord-est o l'est. En vehicle tot terreny és accessible per una pista, anomenada Camí de les Girostes, que sol estar tancada per a evitar la marxa del bestiar de la muntanya, que passa, des de Malpàs, per les Mines de Malpàs, el Millani de Puiol i els Planos de Puiol.
El poble té una església, antigament parroquial, dedicada a santa Maria; aquesta parròquia pertany al bisbat de Lleida, pel fet d'haver pertangut, a l'edat mitjana, al bisbat de Roda de Ribagorça. Forma part de la unitat pastoral 24 de l'arxiprestat de la Ribagorça, i és regida pel rector del Pont de Suert.
Del castell que dona nom al poble amb prou feines en queda res. Les seves restes havien estat absorbides pel gran casal que domina el poble des del seu punt més elevat: la Casa Montgai. A principis del segle XXI a penes en queda res de reconeixible.

## Etimologia
Segons Joan Coromines, Erill procedeix de les paraules iberobasques ILI-ILI o IRI-IRI (o un híbrid entre els dos), que significa "poble-poble". En iberobasc antic, una de les formes de fer augmentatius era mitjançant la duplicació de l'arrel, amb la qual cosa aquest poble-poble ens parlaria de la importància de primera magnitud que tingué el poble d'Erillcastell a l'alta edat mitjana. El castell dels Erill estigué en aquest lloc, cosa que explica la segona part del topònim.

## Geografia
Situat a una altitud de 1.439,1 metres, domina la riba dreta del barranc de Peranera. El seu accés resulta avui dia molt complicat i perdedor.

## Història
Tot i que el poble està actualment deshabitat, té una identitat històrica molt important, lligat amb l'antiguitat de la família d'Erill. El castell està datat el 1024, i va ser donat als Erill el 1040. El primer membre conegut va ser Ramon I d'Erill, documentat el 1077. Els Erill eren súbdits dels comtes de Pallars, però no s'acontentaren amb l'actuació a les seves terres, i passaren al servei directe dels reis d'Aragó (fi del segle xi). Intervingueren en la conquesta de les terres lleidatanes (reberen Fraga, Almenar i altres llocs), i enllaçaren amb poderoses famílies. Cal destacar que Berenguer d'Erill fou un destacat bisbe de Lleida (1205 - 1236) i conseller de Jaume I. La baronia d'Erill, amb centre inicial a Erillcastell, comprenia la vall de Boí (on emprengueren la construcció de les esglésies romàniques de la vall de Boí), la vall de Viu, de Manyanet i la Vall Fosca, així com la ribera oriental de la Noguera Ribagorçana entre el Pont de Suert i Espills.

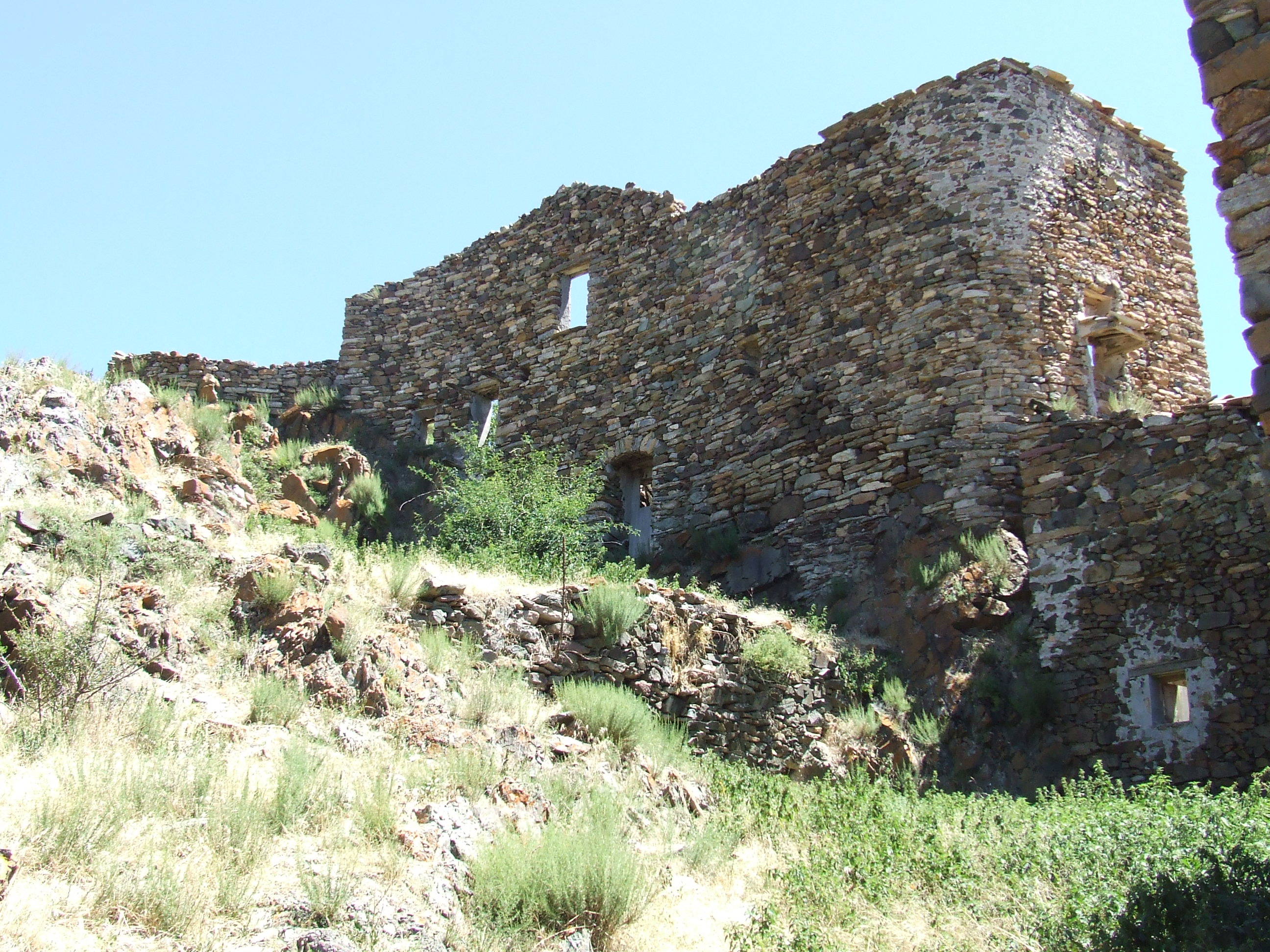
Casa Montgai, amb les restes del castell

Del castell dels Erill, actualment només en queden algunes restes, molt poques, entre les ruïnes del poble, a la seva part alta.
Els Erill protegiren el monestir de Lavaix des del segle xii, i el bisbe de Lleida esmentat el convertí en monestir cistercenc el 1223). En el Fogatge del 1553 hi consten 6 focs (unes 30 persones). Des del 1599, la baronia passà a comtat, i rebé grandesa d'Espanya el 1708 de mans de l'arxiduc Carles. Els comtes d'Erill conservaren una bona part dels seus dominis fins a la fi de l'Antic Règim, malgrat la seva adscripció austriacista inicial. Al poble encara es poden veure les restes del castell. L'església del poble és dedicada a Santa Margarida.

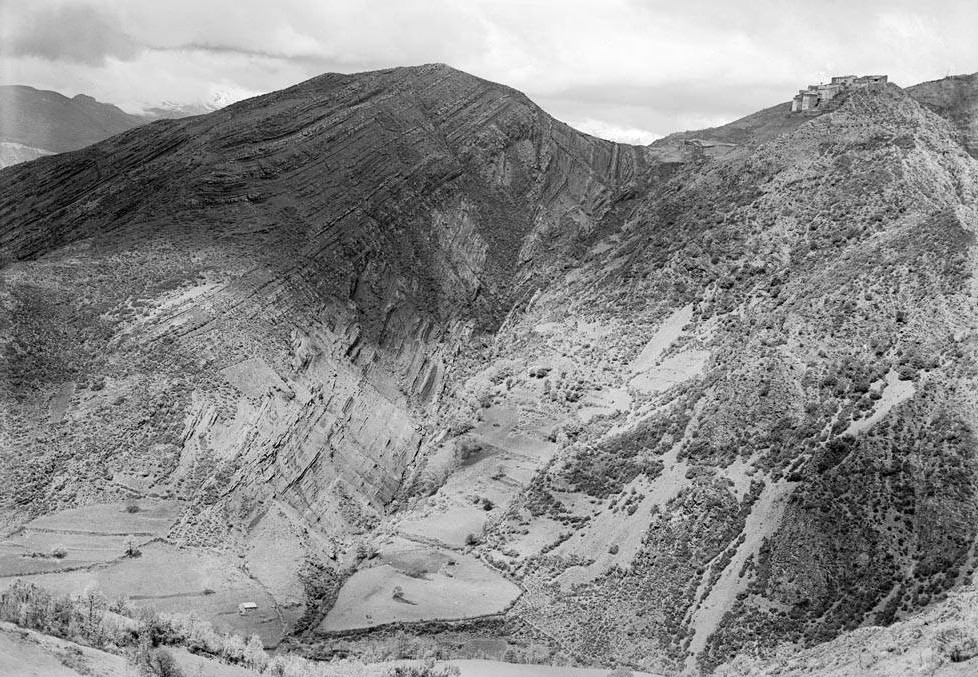
El poble voltat de muntanyes. Imatge de final de.

Pascual Madoz inclou Erilcastell en el seu Diccionario geografico... del 1849. Hi diu que el poble és en un petit turó bastant enlairat, combatut per tots els vents. El clima és fred, però saludable. Les principals malalties eren relacionades amb el pit, a causa del fred i de la mala aigua que beuen els seus habitants. Tenia 6 cases, que formaven un carrer molt costerut i dolent, i l'església, que depèn de la de Malpàs, dedicada a l'Assumpció de la Mare de Déu. El cementiri. al costat de l'església, era ben ventilat. Hi ha una ermita a la muntanya, dedicada a santa Margarida, on es va en processó diferents dies a l'any. A uns 6 minuts del poble hi ha un pou amb aigua de mala qualitat.

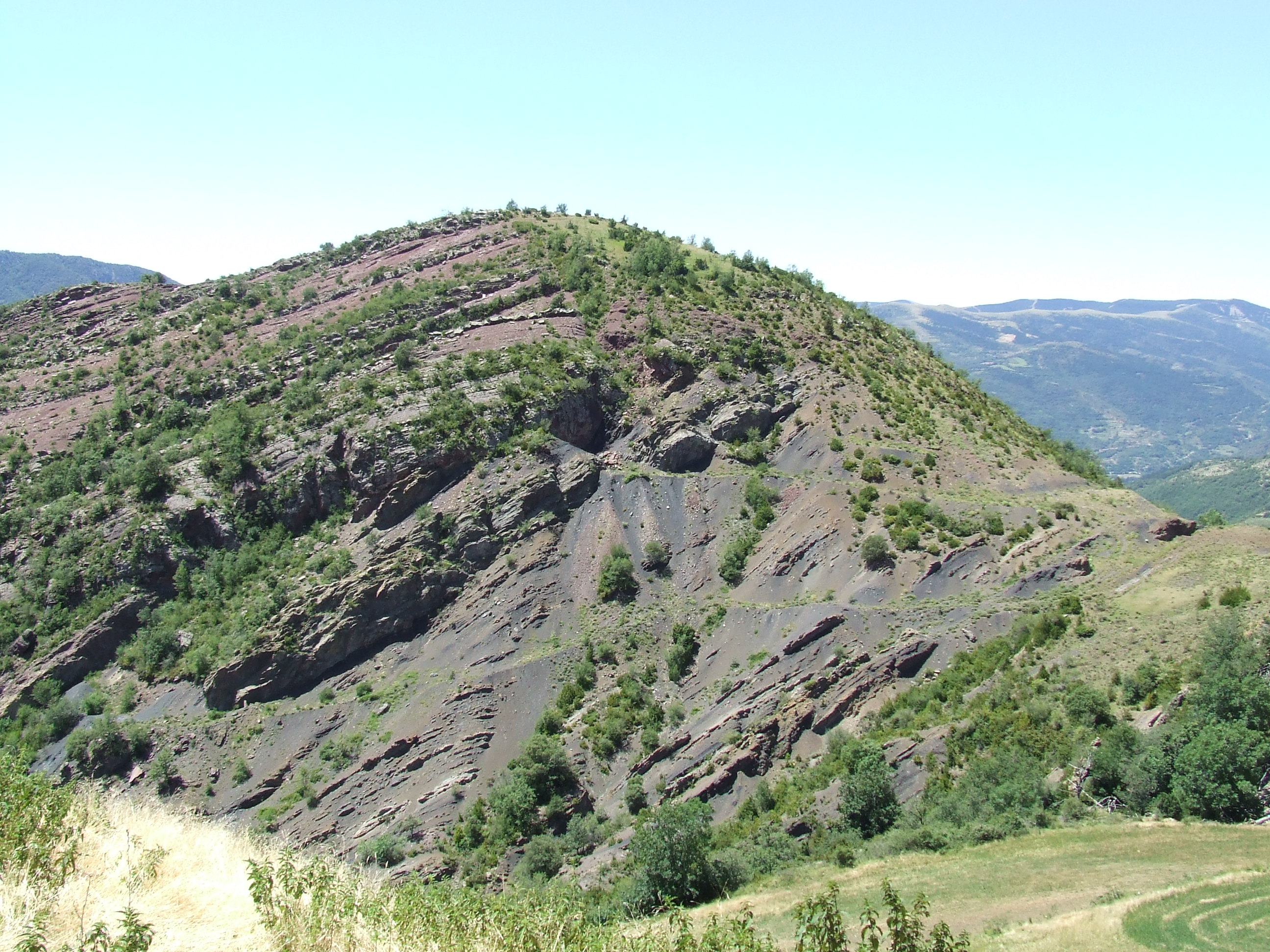
La mina d'Erillcastell

El terreny és muntanyós, aspre i trencat, en general de mala qualitat, on es poden llaurar uns 200 jornals que produeixen 4 per 1 de llavors. També s'artiguen terres, que al cap d'uns anys s'abandonen. Hi ha roures i freixes que donen fulles per al bestiar i bigues per a les cases. Hi ha una important mina de carbó de pedra una mica abandonada. S'hi produïa sègol, ordi, civada, patates i llegums, així com prats de secà. S'hi criaven ovelles i cabres, i s'hi mantenen bous, mules, ases i eugues per als treballs agrícoles. Hi ha cacera de conills, perdius i algunes llebres. Tenia 19 veïns (caps de família) i 110 ànimes (habitants).
Erillcastell tingué una mina de carbó, possiblement del mateix jaciment de les de Malpàs, que mantingué una certa activitat industrial en el poble fins a mitjan segle xx.
Mantingué un cert nombre d'habitants fins al darrer terç del segle xx: el 1970 encara hi consten 9 habitants. En l'actualitat està del tot despoblat i abandonat.

## Llocs d'interès
- Església de Santa Maria d'Erillcastell
- Restes del castell de la Baronia d'Erill